# Endosperme

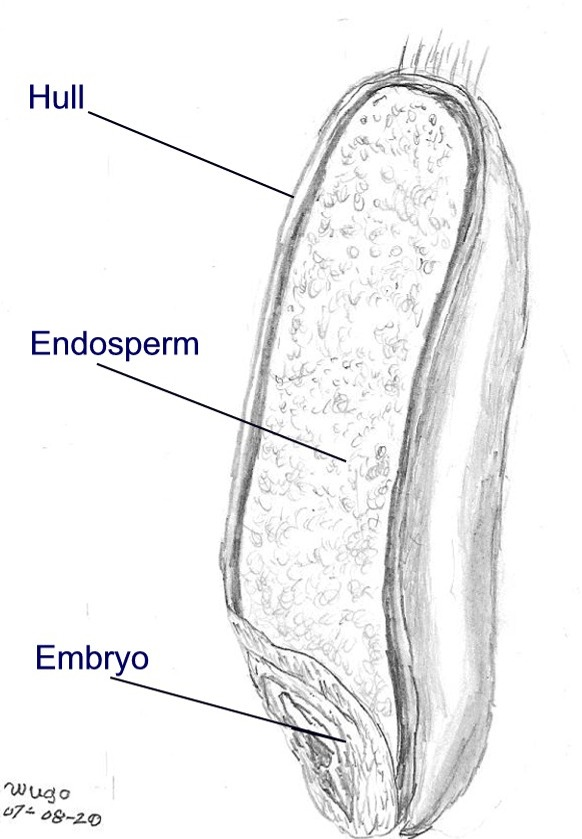
Endosperme

L'endosperme est un tissu végétal de réserve nutritive présent dans les graines des gymnospermes et des préspermaphytes, spécialisé dans le transfert de ressources de la plante mère vers l'embryon. Il s'étend de l'assise protéique (couche à aleurone) jusqu'au cœur du grain. L'endosperme résulte de la fusion entre la cellule centrale (cellule diploïde contenue dans le gamétophyte femelle) et un gamète mâle (cellule haploïde contenue dans le gamétophyte mâle, le grain de pollen). L'endosperme est donc un tissu polyploïde à 3n.
Selon la théorie du conflit parents-progéniture, c'est ce rôle nourricier vital qui a conduit à l'évolution des gènes soumis à empreinte qui s'expriment dans l'endosperme des plantes à graine et le placenta des mammifères,.

## Terminologie
Pour les botanistes français, l'endosperme est le tissu nourricier contenu dans les graines des gymnospermes tandis que l'albumen triploïde est le tissu nourricier qui se développe après la double fécondation dans les graines d'Angiospermes. Ils ont donc la même fonction.
L'origine de cette dualité terminologique se situe en 1874, date à laquelle Van Tieghem en France pense qu'il est souhaitable d'utiliser des termes différents pour qualifier des tissus qui ne sont pas homologues. C'est alors qu'il propose les termes d'endosperme et d'albumen avec le sens donné ci-dessus à ces mots. Adoptée d'emblée par tous les botanistes français, cette terminologie ne sera pas retenue par la communauté savante étrangère qui, privilégiant l'analogie fonctionnelle, emploie le même terme, endosperm, pour les deux types de tissus de réserve.
D'ailleurs, dans certains recueils, on peut encore trouver l'utilisation d'endosperme ou endosperme triploïde à la place d'albumen. L'anglais endosperm désigne d'ailleurs l'albumen en français, d'où des confusions fréquentes. 

## Origine évolutive
Deux hypothèses majeures ont été historiquement proposées concernant les origines de l'endosperme. La première hypothèse suggère qu'il est homologue à un embryon surnuméraire stérile ayant acquis une fonction de nutrition,. La seconde hypothèse suggère que l'endosperme est homologue d'une partie du gamétophyte, et n'a donc pas eu à acquérir de fonction nutritive,. Ces deux hypothèses principales ont des arguments pertinents et l'origine évolutive du tissu endospermique n'est toujours pas claire.